# 球毛杆蕨
球毛杆蕨（学名：Cephalomanes thysanostomum）为膜蕨科厚叶蕨属下的一个种。

## 扩展阅读
- 維基物種上的相關：球毛杆蕨